# Bonsall
Bonsall é uma Região censo-designada localizada no estado americano da Califórnia, no Condado de San Diego.

## Demografia
Segundo o censo americano de 2000, a sua população era de 3401 habitantes. 

## Geografia
De acordo com o United States Census Bureau tem uma área de 35,2 km², dos quais 34,9 km² cobertos por terra e 0,3 km² cobertos por água. Bonsall localiza-se a aproximadamente 108 m acima do nível do mar.

## Localidades na vizinhança
O diagrama seguinte representa as localidades num raio de 16 km ao redor de Bonsall. 